# Ильин, Сергей Сергеевич (российский хоккеист)
Серге́й Серге́евич Ильи́н (29 апреля 1994, Новосибирск) — российский хоккеист, защитник.

## Карьера
Воспитанник новосибирской «Сибири». С 2011 по 2015 год выступал в МХЛ за молодёжную команду «Сибирские Снайперы». В КХЛ дебютировал 28 декабря 2014 года в матче против «Адмирала». Всего в сезоне 2014/15 принял участие в 6 матчах в составе «Сибири». В начале сезона 2015/16 перешёл в «Адмирал» в результате обмена, однако сыграв всего один матч, остаток сезона провёл в красноярском «Соколе». Следующий сезон вновь начал в «Адмирале», параллельно выступая за «Сахалин» в Азиатской хоккейной лиге. В 2018 году перешёл в «Южный Урал».
С 2019 года выступает за клуб «Хумо» из Ташкента.

## Личная жизнь
11 февраля 2018 года в катастрофе самолёта Ан-148 в Подмосковье потерял свою девушку Дарью Толмасову.